# Аренснуфіс
Аренснуфіс (єгипет. Iryhemesnefer, досл. «добрий супутник») — давньоєгипетський бог з царства Куш, вперше засвідчен в Мусавварат-ель-Суфра в 3 столітті до нашої ери. Його поклоніння поширилося на контрольовану Єгиптом частину Куша в період Птолемеїв (305–30 рр. до н. е.). Його міфологічна роль невідома; його зображували як лева та як людину з короною з пір'я, а іноді зі списом.

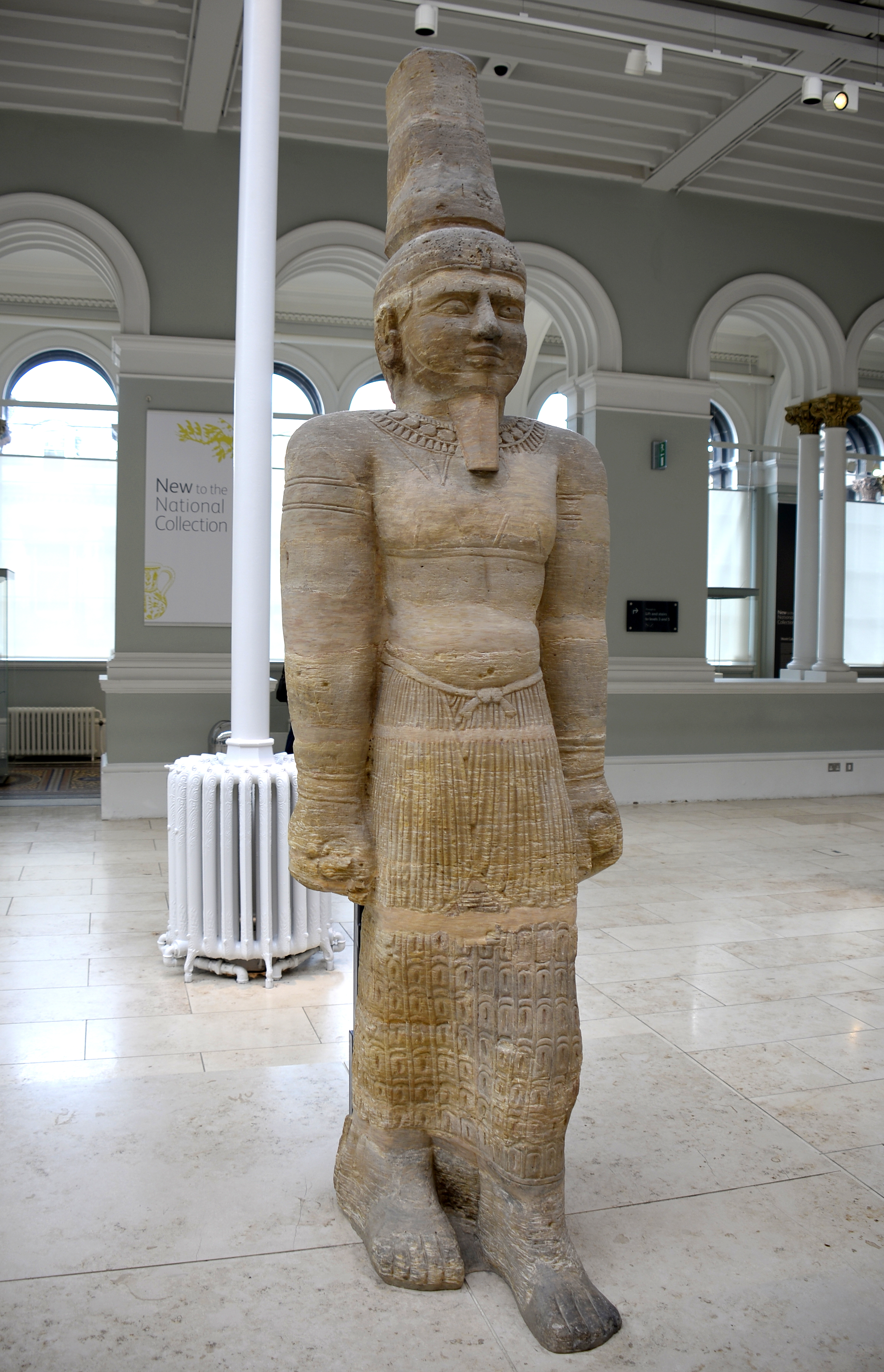
Храмова статуя бога Аренснуфіса з Мерое, Нубія (сучасний Судан), 100-50 рр. до н. е. Національний музей Шотландії, Единбург

Аренснуфісу поклонялися у Філах, де його називали «супутником» єгипетської богині Ісіди, а також у Дендурі. У давньоєгипетській релігії єгиптяни синкретизували його зі своїми богами Анхуром та Шу.